# Gornji Zvečaj
 Gornji Zvečaj  falu Horvátországban, Károlyváros megyében. Közigazgatásilag  Generalski Stolhoz tartozik.

## Fekvése
Károlyvárostól 18 km-re délnyugatra, községközpontjától 4 km-re északkeletre, a Mrežnica bal partján fekszik.

## Története
A településnek 1857-ben 140, 1910-ben 358 lakosa volt. Trianon előtt Modrus-Fiume vármegye Vrbovskoi járásához tartozott. 2011-ben 186 lakosa volt.

## Lakosság
| Lakosság változása | Lakosság változása | Lakosság változása | Lakosság változása | Lakosság változása | Lakosság változása | Lakosság változása | Lakosság változása | Lakosság változása | Lakosság változása | Lakosság változása | Lakosság változása | Lakosság változása | Lakosság változása | Lakosság változása | Lakosság változása |
| ------------------ | ------------------ | ------------------ | ------------------ | ------------------ | ------------------ | ------------------ | ------------------ | ------------------ | ------------------ | ------------------ | ------------------ | ------------------ | ------------------ | ------------------ | ------------------ |
| 1857               | 1869               | 1880               | 1890               | 1900               | 1910               | 1921               | 1931               | 1948               | 1953               | 1961               | 1971               | 1981               | 1991               | 2001               | 2011               |
| 140                | 215                | 275                | 331                | 314                | 358                | 313                | 435                | 445                | 472                | 474                | 19                 | 18                 | 19                 | 191                | 186                |